# Ilan Eshkeri
Ilan Eshkeri (nascut el 7 d'abril de 1977) és un compositor britànic conegut per la seva música de concert, partitures de pel·lícules i col·laboracions d'artistes.

## Discografia

### Pel·lícules
| Any  | Títol                            | Director                              | Notes                                                    |
| ---- | -------------------------------- | ------------------------------------- | -------------------------------------------------------- |
| 2000 | The Quarry Men                   | Toby White                            | N/D                                                      |
| 2003 | Trinity                          | Gary Boulton-Brown                    | N/D                                                      |
| 2004 | Layer Cake                       | Matthew Vaughn                        | Compost amb Lisa Gerrard                                 |
| 2007 | Hannibal Rising                  | Peter Webber                          | Compost amb Shigeru Umebayashi                           |
| 2007 | Straightheads                    | Dan Reed                              | N/D                                                      |
| 2007 | Strength and Honour              | Mark Mahon                            | N/D                                                      |
| 2007 | Stardust                         | Matthew Vaughn                        | N/D                                                      |
| 2007 | Virgin Territory                 | David Leland                          | N/D                                                      |
| 2008 | The Disappeared                  | Johnny Kevorkian                      | N/D                                                      |
| 2008 | Telstar: The Joe Meek Story      | Nick Moran                            | N/D                                                      |
| 2009 | The Young Victoria               | Jean-Marc Vallée                      | N/D                                                      |
| 2009 | Ninja Assassin                   | James McTeigue                        | N/D                                                      |
| 2009 | From Time to Time                | Julian Fellowes                       | N/D                                                      |
| 2010 | Centurion                        | Neil Marshall                         | N/D                                                      |
| 2010 | Kick-Ass                         | Matthew Vaughn                        | Compost amb John Murphy, Henry Jackman i Marius de Vries |
| 2010 | The Kid                          | Nick Moran                            | N/D                                                      |
| 2011 | Knuckle                          | Ian Palmer                            | N/D                                                      |
| 2011 | Blooded                          | Edward Boase                          | N/D                                                      |
| 2011 | Coriolanus                       | Ralph Fiennes                         | N/D                                                      |
| 2011 | Blitz                            | Elliott Lester                        | N/D                                                      |
| 2011 | Retreat                          | Carl Tibbetts                         | N/D                                                      |
| 2011 | Johnny English Reborn            | Oliver Parker                         | N/D                                                      |
| 2012 | Spike Island                     | Mat Whitecross                        | N/D                                                      |
| 2012 | Ashes                            | Mat Whitecross                        | N/D                                                      |
| 2013 | I Give It a Year                 | Dan Mazer                             | N/D                                                      |
| 2013 | Austenland                       | Jerusha Hess                          | N/D                                                      |
| 2013 | Justin and the Knights of Valour | Manuel Sicilia                        | N/D                                                      |
| 2013 | Alan Partridge: Alpha Papa       | Declan Lowney                         | N/D                                                      |
| 2013 | 47 Ronin                         | Carl Rinsch                           | N/D                                                      |
| 2013 | The Invisible Woman              | Ralph Fiennes                         | N/D                                                      |
| 2014 | Get Santa                        | Christopher Smith                     | N/D                                                      |
| 2014 | Still Alice                      | - Richard Glatzer - Wash Westmoreland | N/D                                                      |
| 2014 | Black Sea                        | Kevin Macdonald                       | N/D                                                      |
| 2015 | Shaun the Sheep Movie            | - Mark Burton - Richard Starzak       | N/D                                                      |
| 2015 | Don Verdean                      | Jared Hess                            | N/D                                                      |
| 2015 | Survivor                         | James McTeigue                        | N/D                                                      |
| 2015 | Collide                          | Eran Creevy                           | N/D                                                      |
| 2016 | The Exception                    | David Leveaux                         | N/D                                                      |
| 2016 | Swallows and Amazons             | Philippa Lowthorpe                    | N/D                                                      |
| 2018 | Dancer                           | Steven Cantor                         | N/D                                                      |
| 2018 | Measure of a Man                 | Jim Loach                             | Composed with Tim Wheeler                                |
| 2018 | The White Crow                   | Ralph Fiennes                         | N/D                                                      |
| 2018 | Farming                          | Adewale Akinnuoye-Agbaje              | N/D                                                      |

### Curts
| Any  | Títol                       | Director                       | Notes                      |
| ---- | --------------------------- | ------------------------------ | -------------------------- |
| 2004 | The Banker                  | Hattie Dalton                  | N/D                        |
| 2008 | Cinco de Mayo               | Giles Greenwood                | N/D                        |
| 2009 | Attempt Seven               | - Gez Medinger - Robin Schmidt | N/D                        |
| 2011 | The Snowman and the Snowdog | Hilary Audus                   | Composed with Andy Burrows |
| 2014 | Once Upon a Time in London  | Joséphine de La Baume          | N/D                        |
| 2015 | The Gift                    | Stu Weiner                     | N/D                        |

### Pel·lícules per a televisió
| Any  | Títol                                             | Director        | Notes |
| ---- | ------------------------------------------------- | --------------- | ----- |
| 2003 | Colosseum: Rome's Arena of Death                  | Tilman Remme    | N/D   |
| 2004 | Dark Kingdom: The Dragon King                     | Uli Edel        | N/D   |
| 2005 | Ape to Man                                        | Nic Young       | N/D   |
| 2006 | The First Emperor                                 | Nic Young       | N/D   |
| 2009 | Micro Men                                         | Saul Metzstein  | N/D   |
| 2011 | Eric and Ernie                                    | Jonny Campbell  | N/D   |
| 2012 | Planet Dinosaur: Ultimate Killers                 | Nigel Paterson  | N/D   |
| 2014 | David Attenborough's Natural History Museum Alive | Daniel M. Smith | N/D   |
| 2017 | Judi Dench: My Passion for Trees                  | Harvey Lilley   | N/D   |

### Televisió
| Any       | Títol                                                 | Notes                   |
| --------- | ----------------------------------------------------- | ----------------------- |
| 2009      | Trial & Retribution                                   | 3 capítols              |
| 2009      | Waking the Dead                                       | 6 capítols              |
| 2010–2012 | Strike Back                                           | Series 1–3, 26 capítols |
| 2011      | Richard Hammond's Journey to the Centre of the Planet | 2 capítols              |
| 2011      | Planet Dinosaur                                       | Capítol: "Lost World"   |
| 2014      | Fleming: The Man Who Would Be Bond                    | 4 capítols              |
| 2015–2016 | Great Barrier Reef                                    | 3 capítols              |
| 2016      | Doctor Thorne                                         | 3 capítols              |
| 2017–2019 | Riviera                                               | 19 capítols             |
| 2018      | Informer                                              | 6 capítols              |
| 2019      | The Athena                                            | 5 capítols              |
| 2020      | A Perfect Planet                                      | 6 capítols              |

### Videojoc
| Any  | Títol             | Notes                          |
| ---- | ----------------- | ------------------------------ |
| 2014 | The Sims 4        | N/D                            |
| 2020 | Ghost of Tsushima | Compost amb Shigeru Umebayashi |